# Xã Mount Vernon, Quận Faulkner, Arkansas
Xã Mount Vernon (tiếng Anh: Mount Vernon Township) là một xã thuộc quận Faulkner, tiểu bang Arkansas, Hoa Kỳ. Năm 2010, dân số của xã này là 503 người.